# Fort Casimir
Fort Casimir was een fort aan de Zuyd Rivier in de 17e-eeuwse Nederlandse kolonie Nieuw-Nederland.
Het fort stond op een niet meer bestaand eiland aan het einde van Chestnut Street in het tegenwoordige New Castle.
In 1638 had Peter Minuit, een eerdere directeur van de Nederlandse kolonie, in naam van de koning van Zweden in het gebied rond de Delaware de kolonie Nieuw-Zweden gesticht. 
Na zijn aankomst als gouverneur van Nieuw-Nederland in 1647, probeerde Peter Stuyvesant de handel in de regio onder controle te krijgen. Hij liet Fort Beversreede bouwen, aan de monding van de Schuylkill River.

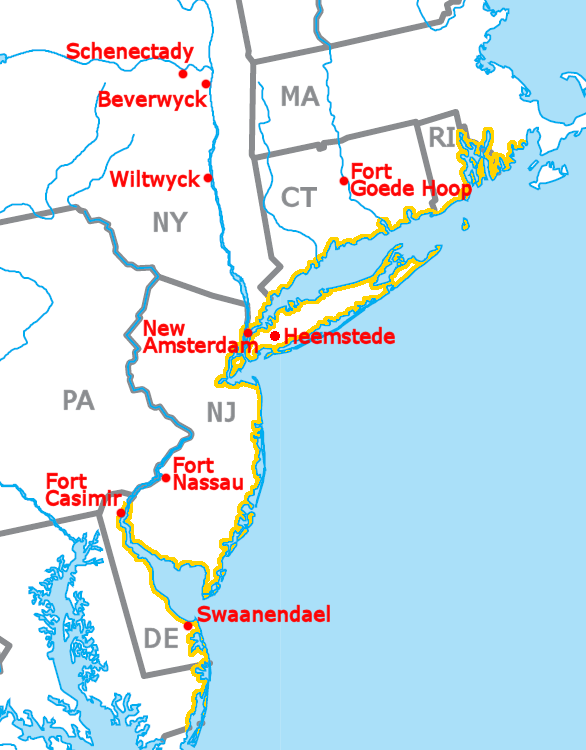
De door de WIC opgeëiste kustlijn, en de belangrijkste plaatsen.

In 1651 liet hij Fort Casimir bouwen, ten zuiden van het Zweedse Fort Christina, om de positie van Nieuw-Nederland verder te versterken. Eerdere forten van de Nederlanders in Nieuw-Zweden werden verlaten, om plaats te maken voor het tactischer gelegen Fort Casimir.
In 1654 werd het fort kort veroverd door de Zweden, die het Fort Trefaltighet noemden.
In 1655 heroverde Peter Stuyvesant volledig Nieuw-Zweden en werd het fort weer Fort Casimir genoemd. Bij het fort werd na de herovering van Nieuw-Zweden de nederzetting Nieuw-Amstel gebouwd, tegenwoordig New Castle.
Vanaf 1664 kwam Nieuw-Nederland, waaronder Fort Casimir, in handen van de Engelsen.
In 1673-1674 veroverden de Nederlanders het opnieuw, maar na de Vrede van Westminster werd het definitief van de Engelsen.
Rond 1675 werd het fort verlaten.